# 津村啓介
津村 啓介（つむら けいすけ、1971年〈昭和46年〉10月27日 - ）は、日本の政治家。立憲民主党所属の衆議院議員（7期）。同党岡山県連副代表。内閣府大臣政務官（鳩山由紀夫内閣・菅直人内閣）、衆議院科学技術・イノベーション推進特別委員長、旧国民民主党副代表などを務めた。

## 来歴
岡山県津山市生まれ。大阪府や愛知県で育った後、東京都へ移り住む（現住所は岡山市中区円山）。麻布中学校・高等学校、東京大学法学部卒業。ゼミは憲法。東大卒業後、日本銀行に入行。2000年よりオックスフォード大学経営大学院（サイード・ビジネススクール）に留学し、翌年にMaster of Business Administrationを取得した。2001年に帰国。

### 衆議院議員
2002年、民主党が実施した衆議院議員総選挙の候補者公募に応募し、合格。翌2003年、第43回衆議院議員総選挙に民主党公認で岡山2区から出馬。自由民主党の熊代昭彦に敗れたが、重複立候補していた比例中国ブロックで復活し、初当選した。
2004年6月5日、参議院本会議において本岡昭次参議院副議長は散会を宣言した後、津村ら衆議院からの民主党応援部隊は倉田寛之参議院議長の議場入りを阻止しようとして、もみ合いの中で倉田議長の眼鏡を破損させるなどの被害を負わせた。のちに懲罰事犯として、公開議場における戒告という処分を受けた。
2005年9月11日の第44回衆議院議員総選挙では自民党公認で前岡山市長の萩原誠司を岡山2区で破り、再選。萩原も比例復活で当選。なお、熊代は郵政民営化法案の衆議院本会議における採決で造反し、反対票を投じたため自民党の公認を得られず出馬を断念した。同年9月12日、民主党代表の岡田克也が、総選挙大敗の責任をとり辞任を表明。岡田の辞任に伴う代表選挙（9月17日実施）では菅直人の推薦人に名を連ねた。
2006年2月19日、民主党岡山県連代表に就任。
2006年3月31日、民主党代表の前原誠司が、堀江メール問題の責任をとり辞任を表明。前原の辞任に伴う代表選挙（4月7日実施）では菅直人の推薦人に名を連ねた。
2007年、世界経済フォーラム（ダボス会議）のYoung Global Leadersの一人に選出された。
2009年の第45回衆議院議員総選挙では、自民党の萩原に比例復活すら許さず、3選。選挙後に発足した鳩山由紀夫内閣で内閣府大臣政務官に任命され、菅直人内閣まで務める。
2012年12月16日の第46回衆議院議員総選挙では、岡山2区で自民党新人の山下貴司に敗れたが、比例復活で4選。同年12月25日に行われた民主党代表選挙では海江田万里の推薦人に名を連ねた。
2014年の第47回衆議院議員総選挙では、岡山2区で山下に再度敗れたが、比例復活で5選。
2016年9月15日に行われた民進党代表選挙では蓮舫の推薦人に名を連ねた。
2017年の第48回衆議院議員総選挙では希望の党公認で出馬し、岡山2区で山下に再度敗れたが、比例復活で6選。
2018年5月7日、民進党と希望の党の合流により結党された国民民主党に参加した。同年9月4日実施の国民民主党代表選挙に出馬するが玉木雄一郎に敗れる。9月11日より党副代表。
2019年10月4日、衆議院科学技術・イノベーション推進特別委員会委員長に就任。
2020年1月20日の党両院議員総会で立憲民主党との早期合流を目指す決議案を提出したが、提出に先立ち津村がTwitterに決議案の内容を公開したことで総会が紛糾した。これを受け、決議案に署名していた原口一博党国会対策委員長が自身の署名を事実上取り下げるなどし、決議案は反対多数で否決された。その後、津村は議事を混乱させた責任を取るとして22日に進退伺いを提出した。党は29日にこれを受理し、津村を副代表から解任した。
同年8月24日、旧立憲民主党と旧国民民主党は、2つの無所属グループを加えた形で合流新党を結成することで合意。同年9月10日に行われた新「立憲民主党」の代表選挙では泉健太の推薦人に名を連ねた。
同年11月15日、同党岡山県連結成に参加。

### 2021年の衆院選で落選
2021年10月31日の第49回衆議院議員総選挙に立憲民主党公認で立候補するも、山下に再び敗れた。立憲民主党は比例中国ブロックで2議席を獲得。3番目の惜敗率（77.32%）だった津村は比例復活できず、議席を失った。
2022年12月28日に改正公職選挙法が施行されるのに伴い、12月13日の立憲民主党の常任幹事会で、次期衆院選において岡山2区からの出馬が内定した。

### 2024年の衆院選で返り咲き
2024年10月27日の第50回衆議院議員総選挙では、山下に再び敗れたものの比例復活で返り咲きを果たした。
同年11月28日、立憲民主党次の内閣ネクスト文部科学大臣に就任。
2025年の第27回参議院議員通常選挙では元秘書で津村と同じ党岡山県連副代表の前岡山市議・国友彩葉が立候補した。

## 政策・主張

### 憲法
- 憲法改正について、2021年、2024年のNHKのアンケートで「反対」と回答[35][36]。
- 憲法9条への自衛隊の明記について、2021年、2024年のNHKのアンケートで「反対」と回答[35][36]。
- 憲法を改正し緊急事態条項を設けることについて、2021年の毎日新聞社、2024年のNHKのアンケートのアンケートで「反対」と回答[37][36]。

### 外交・安全保障
- 安全保障関連法の成立について、2017年のアンケートで「どちらかといえば評価しない」と回答[38]。
- 敵基地攻撃能力の保有について、2021年の毎日新聞社のアンケートで「反対」と回答[37]。
- 普天間基地の辺野古移設をめぐる政府と沖縄県の対立をどう考えるかとの問いに対し、2021年の毎日新聞社のアンケートで「政府は埋め立てを即中止すべきだ」と回答[37]。
- 徴用工訴訟などの歴史問題をめぐる日韓の関係悪化についてどう考えるかとの問いに対し、2021年の毎日新聞社のアンケートで「より強い態度で臨む」と回答[37]。

### ジェンダー
- 選択的夫婦別姓制度の導入についての各メディアのアンケートの結果は以下のとおり。
  - 2017年 - 朝日新聞社には「賛成」と回答[38]。
  - 2021年 - NHKには「賛成」と回答[35]。
  - 2024年 - NHKには「賛成」と回答[36]。

- 同性婚を可能とする法改正についての各メディアのアンケートの結果は以下のとおり。
  - 2017年 - 朝日新聞社には「どちらとも言えない」と回答[38]。
  - 2021年 - NHKには「どちらかといえば賛成」と回答[35]。「同性婚を制度として認めるべきだと考るか」との毎日新聞社のアンケートに対し「認めるべき」と回答[37]。
  - 2024年 - NHKには「賛成」と回答[36]。

- クオータ制の導入について、2021年のNHK、毎日新聞社のアンケートで「反対」と回答[35][37]。2024年のNHKのアンケートで「賛成」と回答[36]。

### その他
- 「原子力発電への依存度について今後どうするべきか」との問題提起に対し、2021年のNHKのアンケートで「下げるべき」と回答[35]。
- 10％の消費税率について、2021年の毎日新聞社のアンケートで「引き下げるべき」と回答[37]。
- 森友学園への国有地売却をめぐる公文書改竄問題で、2021年5月6日、国は「赤木ファイル」の存在を初めて認めた[39]。しかし5月13日、菅義偉首相はファイルの存在を踏まえた再調査を行わない考えを報道各社に書面で示した[40]。9月の自民党総裁選挙で総裁に選出された岸田文雄も10月11日、衆議院本会議の代表質問で再調査の実施を否定した[41]。国の対応をどう考えるかとの同年の毎日新聞社のアンケートに対し「さらに調査や説明をすべき」と回答[37]。

## 著書
- 「国会議員の仕事 - 職業としての政治」（林芳正との共著、中公新書、2011年）ISBN 978-4-12-102101-4

## エピソード
- 大学4年時に、アメリカ大陸をヒッチハイクで単独横断した[6]。
- 尊敬する人は向田邦子[6]。
- 内閣府大臣政務官を務めた2009年岡山理科大学などを経営する加計学園からも100万円のパーティ券収入があった[42][43]

## 選挙歴
| 当落 | 選挙                   | 執行日         | 年齢 | 選挙区      | 政党       | 得票数     | 得票率 | 定数 | 得票順位 /候補者数 | 政党内比例順位 /政党当選者数 |
| ---- | ---------------------- | -------------- | ---- | ----------- | ---------- | ---------- | ------ | ---- | ------------------ | ---------------------------- |
| 比当 | 第43回衆議院議員総選挙 | 2003年11月09日 | 32   | 岡山県第2区 | 民主党     | 6万9190票  | 42.66% | 1    | 2/3                | 2/4                          |
| 当   | 第44回衆議院議員総選挙 | 2005年09月11日 | 33   | 岡山県第2区 | 民主党     | 8万8277票  | 46.88% | 1    | 1/3                | /                            |
| 当   | 第45回衆議院議員総選挙 | 2009年08月30日 | 37   | 岡山県第2区 | 民主党     | 10万2525票 | 52.89% | 1    | 1/5                | /                            |
| 比当 | 第46回衆議院議員総選挙 | 2012年12月16日 | 41   | 岡山県第2区 | 民主党     | 5万7573票  | 37.04% | 1    | 2/3                | 2/2                          |
| 比当 | 第47回衆議院議員総選挙 | 2014年12月14日 | 43   | 岡山県第2区 | 民主党     | 5万6951票  | 39.54% | 1    | 2/3                | 2/2                          |
| 比当 | 第48回衆議院議員総選挙 | 2017年10月22日 | 45   | 岡山県第2区 | 希望の党   | 5万4591票  | 38.16% | 1    | 2/4                | 2/2                          |
| 落   | 第49回衆議院議員総選挙 | 2021年10月31日 | 50   | 岡山県第2区 | 立憲民主党 | 6万2555票  | 43.61% | 1    | 2/2                | 3/2                          |
| 比当 | 第50回衆議院議員総選挙 | 2024年10月27日 | 53   | 岡山県第2区 | 立憲民主党 | 9万1906票  | 45.93% | 1    | 2/3                | 2/3                          |

## 所属団体・議員連盟
- アムネスティ議員連盟
- 有志議員による建設職人の安全・地位向上推進議員連盟